# Marknadstrend
Inom investering och på penning- och kreditmarknaderna brukar man tala om marknadstrender som kan klassificeras som primära trender, sekundära trender (under kort period), och sekulära trender (under lång tid). 

## Primära marknadstrender

### Björnmarknad
Björnmarknad (från engelskans bear market) är en term som innebär att trenden på marknaden är negativ, index går ned. Det finns ingen strikt gällande definition på begreppet, men normalt räknas ett tapp på 20 procent från dess högsta nivå utsträckt över en period av minst två månader som en björnmarknad. Motsatsen kallas tjurmarknad eller bull market. Talesättet kommer ursprungligen från björnskinnshandlare i USA som sålde sina varor innan björnen var skjuten. Efter hand kom björn att likställas med aktiemäklare som säljer aktier de inte äger, det vill säga blankning. Björn kan också syfta på fordringsägare.[källa behövs]
Eftersom tjur- och björnkamper var populära under 1800-talet kom bull att betyda motsatsen.

### Tjurmarknad
Tjurmarknad (Från engelskans bull market) är en term som innebär att trenden på marknaden är positiv.
Ett annat ord som används om kraftig uppgång är rally som härstammar från engelska, dock inte med samma betydelse och inte från företeelsen motorrally. Rally kan betyda återhämtning på engelska (eller möte/samling) och avser att en dålig trend vänder, som i "bear market rally".[källa behövs] Termen har fått en annan betydelse på svenska,[källa behövs] troligen för att svenskar inte förstått den amerikanska termen.
För kortare marknadstrender används i Sverige också de franska lånorden hausse (för stark uppgång) och baisse (för stark nedgång).